# ジャック・フォーリー (効果音製作者)
ジャック・ドノヴァン・フォーリー（Jack Donovan Foley、1891年4月12日 - 1967年11月9日）は、映画制作における数多くの効果音技法の開発者。アメリカ合衆国ニューヨーク市マンハッタン区ヨークヴィルに生まれ、カリフォルニア州ロサンゼルスで没した。映画に足音や環境音を入れたのは、フォーリーが初めてであったとされている。このため、このような効果音の仕事をする人々は「フォーリー・アーティスト（Foley artists）」と称されるようになった。フォーリーが様々な技法を開発していった創始者としての重要な役割については、2009年の書籍『The Foley Grail』に記述されている。
実際の音を予め録音しておく代わりに、フォーリーは映像に合わせ、その場で様々な音を作り出すことで、よりリアルな感覚を生み出した。
1914年、フォーリーは妻ベアトリス（Beatrice）とともにニューヨーク州ロングアイランドから、カリフォルニア州サンタモニカへ、次いでビショップへと移り住んだ。フォーリーは、当地の金物屋（ホームセンター）で働いた。しかし、地域の農民たちが、水利権の問題で農地をロサンゼルス市当局に売り渡すこととなり、フォーリーの町も新たな収入の途を探さなければならなくなった。ロサンゼルスで新しく映画産業が発展しようとしていたことを知っていたフォーリーは、いくつかの小規模な映画スタジオの経営者たちに、西部劇映画のロケーション撮影に最適の場所としてビショップを売り込んだ。
フォーリーは『Melody of Love』（1928年）、『ショウ・ボート（Show Boat）』（1929年）、『Dat Ol' Ribber』、『スパルタカス（Spartacus）』、『ペティコート作戦（Operation Petticoat）』などの作品に関わった。
フォーリーは、アメリカ映画音響編集者組合（MPSE）のゴールデン・リール賞をはじめ、数多くの賞を受賞している。